# ادوارد پیل سینیور
ادوارد پیل سینیور (انگلیسی: Edward Peil Sr.; زاده ۱۸ ژانویهٔ ۱۸۸۳ – درگذشته ۲۹ دسامبر ۱۹۵۸) هنرپیشه اهل ایالات متحده آمریکا بود.
از فیلم‌ها یا برنامه‌های تلویزیونی که وی در آن نقش داشته‌است می‌توان به ناخداهای دلیر، حقیقت تلخ، شهر داج، نیروی اهریمن، شکوفه در غبار، شکوفه‌های پرپر، قاتل حرفه‌ای، غرور یانکی‌ها، ملاقات با جان دو، یاغی، مسیر سانتافه، سن کوئنتین، دیوانه سینما، ازجان‌گذشتگان، و روزهای بهشتی اشاره کرد.